# 우분투 원
우분투 원(Ubuntu One)은 캐노니컬이 개발하는 OpenID를 기반으로 한, 파일 동기화와 클라우드 컴퓨팅을 이용한 파일 공유, 오디오(음악) 스트리밍 서비스이다.

## 기능
우분투 원의 클라이언트는 우분투 9.04 이상, 윈도우 XP 이상, 맥 OS X 10.6 이상에서 작동된다. 그놈을 사용하지 않는 리눅스 배포판에서는 콘솔 클라이언트를 통해 지원된다. 클라이언트의 소스 코드는 런치패드에 존재하며 쉽게 컴파일하여 다른 유닉스 계열 운영 체제, 예를 들어 FreeBSD와 같은 운영 체제에서 작동시킬 수 있다.
우분투 원은 아이클라우드, 드롭박스, 구글 플레이 뮤직, 아마존 클라우드 플레이어와 유사한 서비스를 제공한다. 무료 계정은 기본적으로 5GB의 저장 공간이 지원되며, 추가 용량을 구입하여 사용할 수 있다.

## 기타
우분투 원의 저장 공간은 아마존 S3에서 위탁받아 사용하고 있으며, 저장 공간 내의 파일은 암호화되지 않는다. 또한 우분투 원의 서버 소프트웨어가 사유 소프트웨어라는 것에 대해 우분투 커뮤니티 내에서의 비판이 있었다.

## 서비스 종료
2014년 6월 1일이 지나 더 이상 사용 불가능하고, 2014년 7월 31일까지 파일 다운로드가 가능하다.

## 같이 보기
- 클라우드 스토리지